# Marina (Arrieta)
Marina és una òpera en tres actes de Emilio Arrieta, amb llibret de Francesc Camprodon, reformat per Miguel Ramos Carrión. Estrenada el 1855 com a sarsuela, el mateix compositor va realitzar la seva refosa com a òpera que s'estrenà al Teatro Real de Madrid el 16 de març de 1871.
L'acció transcorre a Lloret de Mar i compte els amors i desamors de Marina, Jorge i Pascual. Es tracta del títol més conegut de l'autor i de l'adaptació lírica més celebrada del període romàntic a Espanya. A Marina pertanyen dos dels fragments més populars de tota la lírica espanyola: l'entrada de Jorge (Costa la de Levante, playa la de Lloret) i el brindis del tercer acte (A beber, a beber y a ahogar).

## Història
Marina va ser concebuda inicialment com a sarsuela en dos actes amb llibret de Camprodon, i així va ser estrenada el 21 de setembre de 1855 al Teatro Circo de Madrid davant un públic que hi va reaccionar amb una absoluta indiferència i una fredor que de cap manera anticipaven èl grandíssim èxit posterior de l'obra. La crítica es va mostrar desconcertada i indecisa; mentre que alguns crítics van adonar-se de la seua qualitat —entre ells Barbieri Només va gaudir de 10 representacions a Madrid, el que era ben poc per a l'època. Tanmateix, posteriorment va anar guanyant una gran popularitat arran de les successives representacions per tota la geografia espanyola.
La transformació en òpera va ser propiciada 16 anys després pel tenor Enrico Tamberlick que volia cantar l'obra al Teatro Real. Atès que Camprodon ja havia mort, Arrieta va confiar l'adaptació del llibret a Ramos Carrión. En aquesta ocasió l'òpera va obtenir un èxit indiscutible, es van haver de repetir diversos fragments i Arrieta va rebre una de les majors ovacions de la seua carrera. L'òpera va gaudir de 7 representacions.
La transformació va requerir la composició de noves peces i també l'eliminació d'algun número. La nova estructura musical es va beneficiar de l'art més madur i evolucionat d'Arrieta, tot i que també va patir els efectes d'un cert «vernís» de caràcter grandiloqüent i pretensiós, adient amb allò que hom esperava d'una gran òpera en la segona meitat del segle xix. Tanmateix, el caràcter sarsuelístic de l'obra roman gairebé inalterat malgrat la intervenció que la va transformar en òpera.

### Repartiment de les estrenes

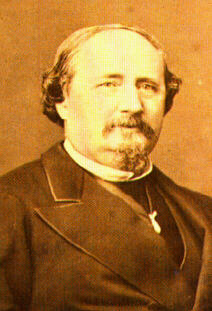
Emilio Arrieta, compositor de Marina

| Personatge | Veu     | Estrena com a sarsuela, 21 de setembre de 1855 | Estrena com a òpera, 16 de març de 1871 |
| ---------- | ------- | ---------------------------------------------- | --------------------------------------- |
| Marina     | soprano | Amalia Ramírez                                 | Angiolina Ortolani                      |
| Jorge      | tenor   | José Font                                      | Enrico Tamberlick                       |
| Roque      | baríton | Francisco Salas                                | Gottardo Aldighieri                     |
| Pascual    | baix    | Ramón Cubero                                   | Luis Gassier                            |

## Música
Marina va ser concebuda com a «sarsuela gran», per un compositor líric, Arrieta, que s'havia format i havia fet les seues primeres passes a Milà. En conseqüència, musicalment Marina pot enquadrar-se en el més perfecte italianisme, més aviat en la línia melòdica de Donizetti o Bellini — compositors que la partitura evoca amb força — que en la dramàtica de Verdi. L'element popular hi és pràcticament absent, llevat d'alguna intervenció insubstancial per part de Roque al tercer acte.
La melodia és brillant, de vegades sublim, com correspon al gran melodista que va ser Arrieta.
La configuració de l'orquestra és la següent: 1 flautí, 2 flautes, 2 oboès, 2 clarinets, 2 fagots, 4 trompes, 2 trompetes, 3 trombons, 1 tuba, percussió, arpa, corda, orquestra de plectre.

### Números musicals

#### Acte I
1. - Preludi. Cor de pescadors (Ya la estrella precursora...) i barcarola de Marina (Brilla el mar engalanado)
2. - Escena i ària de Marina (Pensar en él...)
3. - Escena. Duo de Marina i Pascual (¡Niégame que es tu amante!)
4. - Escena. Cor de pescadors (Entre la bruma y espesa neblina) i ària de Jorge (Al ver en la inmensa llanura del mar...)
5. - Escena. Roque, Pascual Jorge, Marina i cor (¡Sea bienvenido el bravo capitán...!)
6. - Bis. Quartet. Marina, Jorge, Pascual i Roque (Alma mía que has soñado...)
7. - Escena i duo de Roque i Jorge (¡Feliz morada dónde nací...!)

#### Acte II
1. - Preludi i cor d'introducció (¡Ánimo todos, fuera pereza...!). Concertant i ària de Marina (¡Oh grato bien querido...!). Escena.
2. - Cor (¡Cumplido parabién!). Concertant. Marina, Jorge, Pascual, Roque i cor (Mi madre te espera…)

#### Acte III
1. - Preludi
2. - Escena i brindis de Jorge i cor (¡A beber, a beber y a ahogar...!)
3. - Tercet de Marina, Jorge i Roque (No sabes tú que yo tenía...)
4. - Seguidillas de Roque i cor (La luz abrasadora...)
5. - Tango. Roque i cor (Dichoso aquél que tiene...). Escena
6. - Duo de Marina i Jorge (¿A quién entonces dijiste amar?)
7. - Escena i rondó de Marina (Iris de amor y bonanza...)

## Llibret
El llibret gira al voltant d'un innocent i feble embolic amorós entre el trio format per Marina, Jorge i Pascual. El paper de Roque serveix com a contrapunt de Jorge, perquè aquest puga expressar i confessar els seus sentiments. Segons Cotarelo, i malgrat la qualitat poètica del text inicial de Camprodon, el llibret és d'«or fals» perquè el nus no pot durar ni els dos actes de la sarsuela original ni els tres de l'òpera, perquè l'espectador n'intueix des del primer moment el desenllaç i, malgrat això, se li fa esperar tota la durada de l'obra sense que la situació dels personatges canvie el més mínim.

### Sinopsi

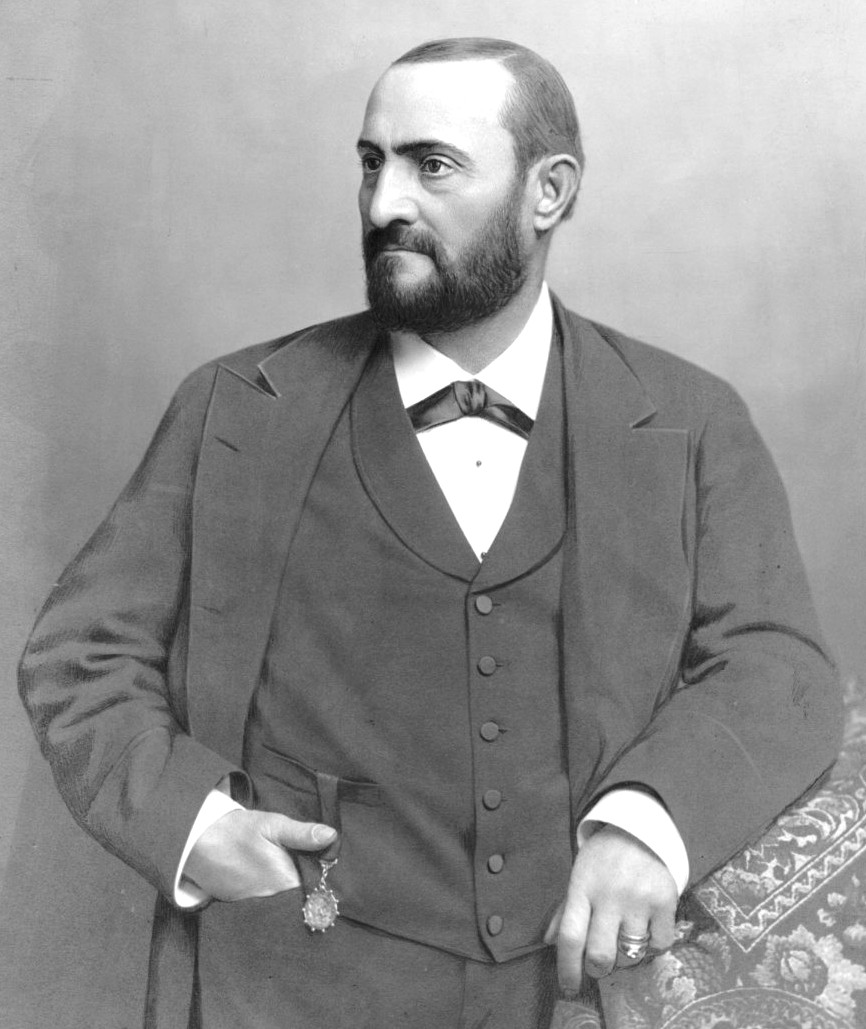
El tenor italià Enrico Tamberlick, artífex de la transformació en òpera de Marina, la va estrenar en la nova versió operística al Teatro Real de Madrid el 16 de març de 1871.

#### Acte I
Matinada a la platja de Lloret de Mar. Mentre els pescadors canten, Marina, òrfena d'un mariner que ha estat recollida a casa del capità Jorge i de sa mare, espera el retorn de Jorge, de qui, tot i haver-se criat com a germans, està secretament enamorada. Ella no sap que els seus sentiments són correspostos i que Jorge espera arribar per a demanar-li que es case amb ell.
El capità Alberto, amic del pare de Marina, s'acomiada de la noia abans de tornar a la mar. Marina li demana una carta de son pare que està en poder d'Alberto, perquè vol conservar-la com a record. Alberto hi accepta. De sobte apareix Pascual, un rude xicot que està enamorat de Marina, i que, en veure l'afectuós intercanvi entre Marina i Alberto, ha cregut veure en aquell un possible rival. Quan Marina nega amb vehemència que Alberto siga el seu amant, Pascual li demana matrimoni. Amb la intenció de provocar que Jorge revele els seus sentiments envers ella, Marina suggereix a Pascual que demane la seua mà a Jorge, si ell hi accedeix el matrimoni se celebrarà.
El vaixell de Jorge arriba a port i és rebut amb grans mostres d'entusiasme, a les quals replica Jorge amb un cant a la seua terra nativa (Costa la de Levante, playa la de Lloret...). Pascual no triga a demanar a Jorge la mà de Marina, i aquest, completament decebut li la concedeix. Pascual surt a donar la notícia a sa mare mentre que Jorge i Marina lamenten la seua dissort.

#### Acte II
Els treballadors de Pascual es dediquen a la feina. Pascual entra i els comunica la notícia del seu casament, presentant la seua futura esposa. Els treballadors s'estranyen de l'actitud malenconiosa de la jove, en un dia que hauria de ser feliç per a ella. Jorge manifesta que Marina sempre serà ben rebuda a sa casa, on s'ha criat com a membre de la família. Pascual s'enduu Marina a visitar la sogra i Jorge es queda completament abatut.

#### Acte III
En una taverna a la vora de la mar els mariners canten i beuen. Jorge, acompanyat per Roque, beu per a oblidar les penes d'amor (¡A beber, a beber y a apurar...!). Jorge lamenta el maltractament al qual l'ha sotmès la dona que estima, mentre que Marina, qui ha arribat per veure el seu estimat, intenta esbrinar qui pot ser aquesta dona malvada que ha robat el cor de Jorge, sense pensar que es tracta d'ella mateixa. Arriba un mariner a la recerca de Marina. Li porta, de part d'Alberto, la carta de son pare. Pascual intercepta la carta i, gelós, interpreta que es tracta de la carta d'un amant de la seua promesa. Encoleritzat, trenca públicament el seu compromís, davant d'una Marina que per una banda tracta de defensar el seu honor però que per altra se sent alliberada. Pascual surt, i Marina explica a Jorge que es tractava d'una carta de son pare. Els joves resolen la confusió que els havia separat i es declaren el seu amor. Els mariners i la gent del poble pregunten si hi haurà casament: Jorge respon que n'hi haurà, però que ell serà el nuvi.

## Enregistraments selectes
| Any  | Repartiment (Marina, Jorge, Roque, Pascual)                    | Director, Teatre i orquestra | Segell                      |
| ---- | -------------------------------------------------------------- | --- | --------------------------- |
| 1967 | Victoria Canale Jaume Aragall, Antonio Blancas Victor de Narké | Rafael Frühbeck de Burgos, Orquestra Filarmónica de España, Orfeó Donostiarra                                                       | Àudio CD: COLUMBIA-ALHAMBRA |
| 1998 | María Bayo Alfredo Kraus Joan Pons Enrique Baquerizo           | Víctor Pablo Pérez, Orquestra Simfònica de Tenerife, Cor de Cambra de Tenerife, Cor del Conservatori Superior de Música de Tenerife | Àudio CD: Valois - Audivis  |